# Philharmonie de Paris
Pour les articles homonymes, voir Philharmonie.
La Philharmonie de Paris, inaugurée le 14 janvier 2015, est composée d'une salle de concert de 2 400 places, dite « Pierre Boulez », d'espaces d'exposition, d'ateliers pédagogiques et de salles de répétitions. Elle fait partie de l’établissement public à caractère industriel et commercial Cité de la musique - Philharmonie de Paris, placé sous la tutelle du ministre chargé de la culture, dirigé par Oliver Mantei et présidé par Patricia Barbizet, principalement consacré à la musique symphonique, bénéficiant d'un équipement acoustique de haute qualité, mais aussi à la musique de chambre, au jazz ou aux musiques du monde.
Ses formations résidentes sont l'Orchestre de Paris, l'Ensemble intercontemporain, Les Arts Florissants, l'Orchestre national d'Île-de-France et l'Orchestre de chambre de Paris.

## La construction du bâtiment

### L'emplacement
Situé dans la partie sud-est du parc de la Villette, face à la Grande halle de la Villette et à côté de la Cité de la musique, le site s’étend sur une surface de 19 800 m2 à l'emplacement de l'ancienne gare de Paris-Bestiaux fermée en 1977 dont les terrains ont été rétrocédés par la SNCF à la Ville de Paris en novembre 1983.
Il est délimité à l’est par le boulevard Sérurier et au sud par l’avenue Jean Jaurès dans le 19e arrondissement de Paris.
Le projet prévoit la construction d'un parc de stationnement souterrain, qui se matérialise aujourd'hui par un parking public de 564 places géré par Q-Park, dont 15 places sont gérées en propre par la Philharmonie à destination des personnes à mobilité réduite.

### La démarche de haute qualité environnementale
Le projet s’inscrit dans la politique du ministère de la Culture et de la Communication et de la Ville de Paris en matière de qualité environnementale pour le secteur du bâtiment. Un ensemble de repères, la démarche HQE guide la réalisation du site, depuis sa conception jusqu’à son usage quotidien.
La certification environnementale est également un but majeur. Pour l'obtenir, plusieurs objectifs ont été prioritairement retenus : énergie, acoustique intérieure, acoustique extérieure, gestion de l’eau, entretien et  maintenance.

### L’accessibilité
Les personnes à mobilité réduite et, de façon générale, les personnes handicapées, peuvent utiliser l’ensemble des espaces du site. Le projet se conforme au schéma directeur d’accessibilité des bâtiments publics mis au point par la Ville de Paris dans le cadre de la loi du 11 février 2005 pour l'égalité des droits et des chances, la participation et la citoyenneté des personnes handicapées.

### Financement et dérives du coût du projet
Le financement du projet est pris en charge à 45 % par l’État (ministère de la Culture et de la Communication), à 45 % par la Ville de Paris, et à 10 % par la Région Île-de-France, ce qui cependant n’exclut pas une participation de financements privés. Le coût initial des travaux était tout d'abord estimé à 110 millions d'euros par Laurent Bayle, dans une note rédigée en 2002, correspondant à un coût total du projet de 172 millions d'euros. À la suite du concours d'architecture, aux premières étapes de conception et à l'appel d'offre pour sélectionner une entreprise générale, le prix des travaux a alors été évalués à 306 et 360 millions d'euros par les deux concurrents qu'étaient respectivement Bouygues Construction et Vinci. Cela pose donc la question de la qualité de l'évaluation initiale de 110 millions d'euros, à laquelle Jean Nouvel avait consenti lors du concours, contrairement à d'autres architectes — Zaha Hadid proposait alors un projet estimé à 300 millions d'euros. Selon le sénateur Yann Gaillard, rapporteur à la commission des finances, le coût total toutes dépenses confondues (estimation en octobre 2012) serait de 386 millions d'euros. Le dernier dérapage financier du chantier, de 45 millions d'euros, est comblé par le ministère de la Culture. À titre de comparaison, la Philharmonie de l'Elbe à Hambourg a coûté 789 millions d'euros. Une procédure judiciaire est en cours entre la Philharmonie de Paris et Jean Nouvel, l'objet du litige étant le coût du projet.

### L’architecture
Jean Nouvel s'est entouré de Brigitte Métra comme architecte associée pour la salle de concert, des acousticiens Marshall Day Acoustics (conception acoustique de la salle), Yasuhisa Toyota conseiller exécutif de Nagata Acoustics (conseil de l'architecte et essais sur maquette) et Studio DAP pour l'acoustique du bâtiment. Les Ateliers Jean Nouvel se sont entourés de Jacques Le Marquet et ducks scéno pour la scénographie de la salle.
Le projet s'inscrit dans le Parc de la Villette, œuvre de l’architecte Bernard Tschumi, comprenant la Cité de la musique conçue par Christian de Portzamparc, la Grande Halle de la Villette ancienne halle aux bœufs devenue halle de concerts et expositions conçue par Jules de Mérindol, la Cité des sciences et de l'industrie, éphémère abattoir conçu par Adrien Fainsilber, et la Géode, de Adrien Fainsilber et Gérard Chamayou.
Le dessin de la Philharmonie reprend les formes d’une colline en aluminium couverte de pavés superposés horizontalement coupés d’un aileron vertical pour jouer sur les lignes de perspectives existantes. Il s’érige comme une butte offrant un panorama sur Paris et ses alentours, au-delà du périphérique.
La conception et la réalisation de ce projet fut rendue complexe par la question du financement, qui a créé des tensions entre les architectes, et entre les architectes et certaines entreprises. Au fur et à mesure de la réalisation, Jean Nouvel a été de ses propres dires « dessaisi » du projet par la maîtrise d'ouvrage, amenant des écarts entre le projet envisagé par l'architecte et sa réalisation effective qu'il considère comme un « sabotage » du projet.

### L’intérieur du bâtiment
En plus d’une salle de concert de 2 400 places, le site comprend un espace d’exposition d'environ 800 m2, un pôle éducatif de 1 800 m2, des locaux pour les résidences d’orchestres, des salles de répétition, des studios et un restaurant. La grande visibilité permet une exploitation simplifiée de la location et un tarif unique sur l'ensemble des places. Ce tarif est décliné en fonction du spectacle proposé. La Philharmonie de Paris propose également de nombreuses places à prix réduit.

### L’extérieur du bâtiment

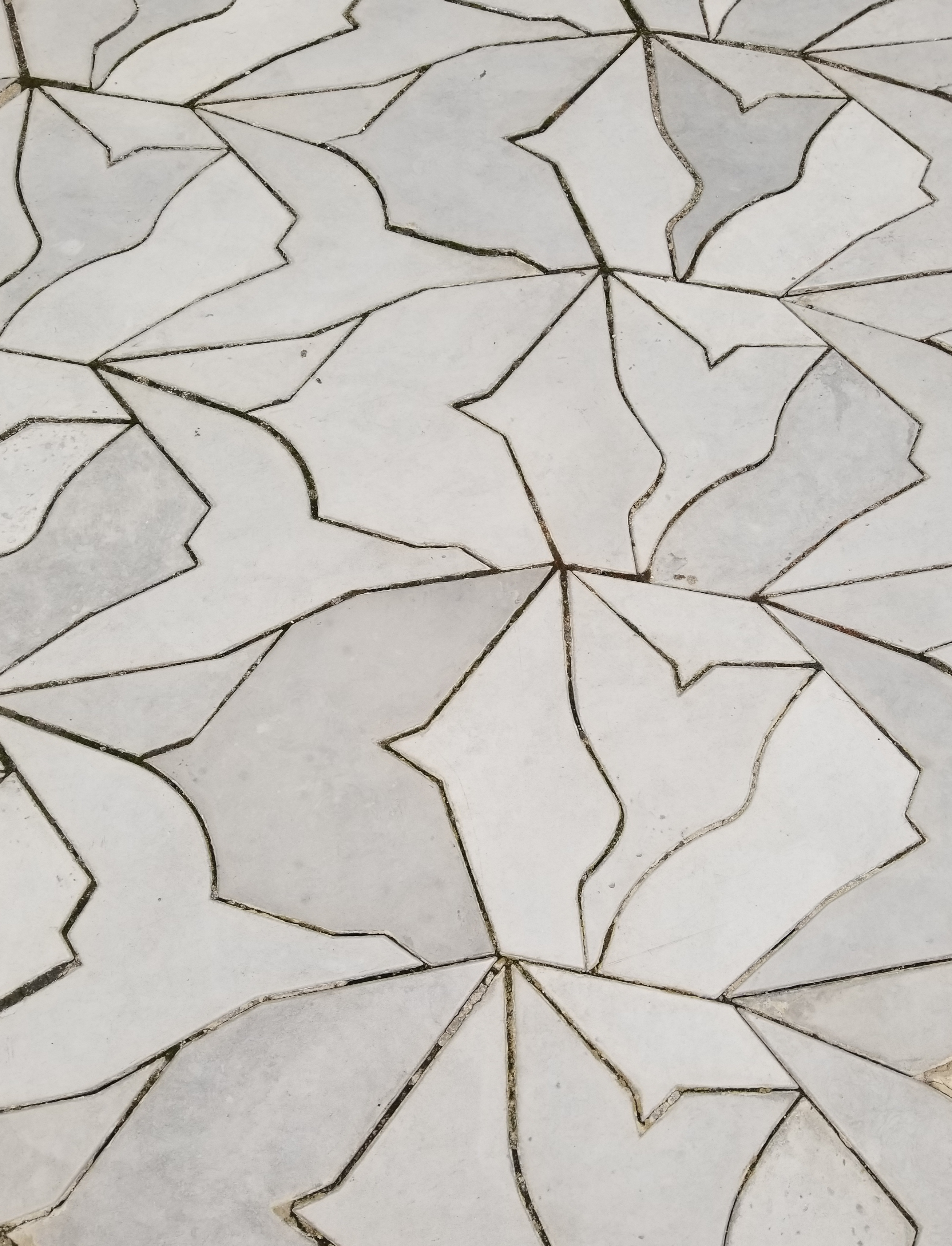
Pavement aux abords de la Philharmonie (2023).

Les abords sont pavés avec des motifs qui peuvent rappeler des oiseaux emboîtés. Voir photo ci-contre.

## L’équipement musical

### La Grande salle Pierre Boulez

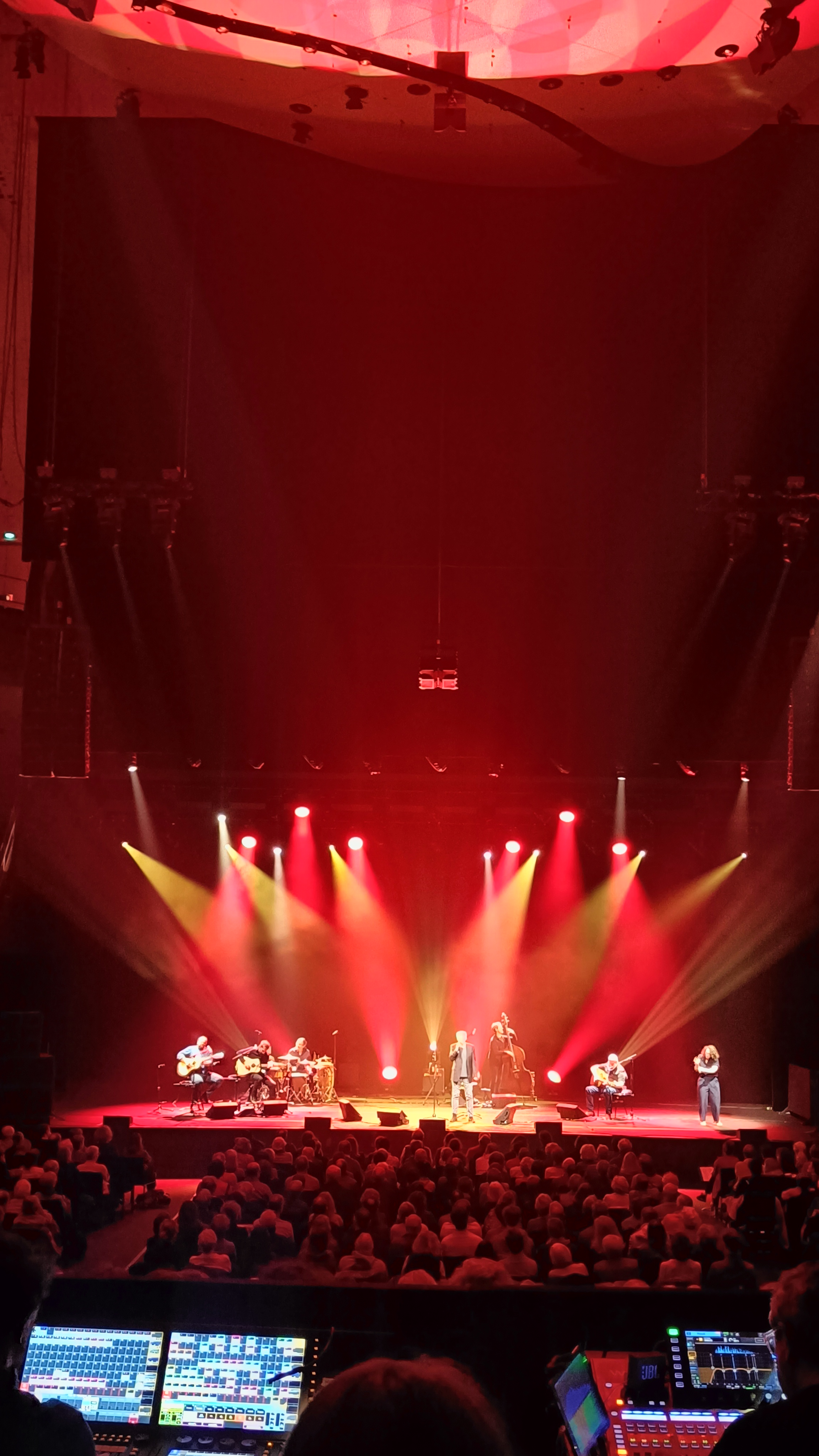
Maxime Le Forestier en concert à la Philharmonie de Paris (14 Mars 2025).

L’auditorium est principalement consacré à la musique symphonique, l’excellence acoustique étant recherchée en premier lieu. Il accueille également des répertoires musicaux à l’acoustique plus réverbérée. Sur le plan acoustique, la salle de concert se démarque des modèles strictement frontaux en forme de « boîte à chaussure » et privilégie un enveloppement de la scène par le public sur le modèle de la Philharmonie de Berlin afin de renforcer le sentiment d’intimité entre l'interprète et son auditoire.
Avec cette structure enveloppante, la distance entre le chef d’orchestre et l’auditeur le plus éloigné est au maximum 32 mètres. Pour assurer de bonnes performances acoustiques, le volume total de la salle ne dépasse pas 30 000 m3. Il permet le développement d’un champ sonore tardif et une réverbération appropriée pour les concerts symphoniques. La programmation de la Philharmonie de Paris ne se limitant pas à des formations classiques, il est prévu d'équiper la salle pour une modularité de la scénographie acoustique et technique.

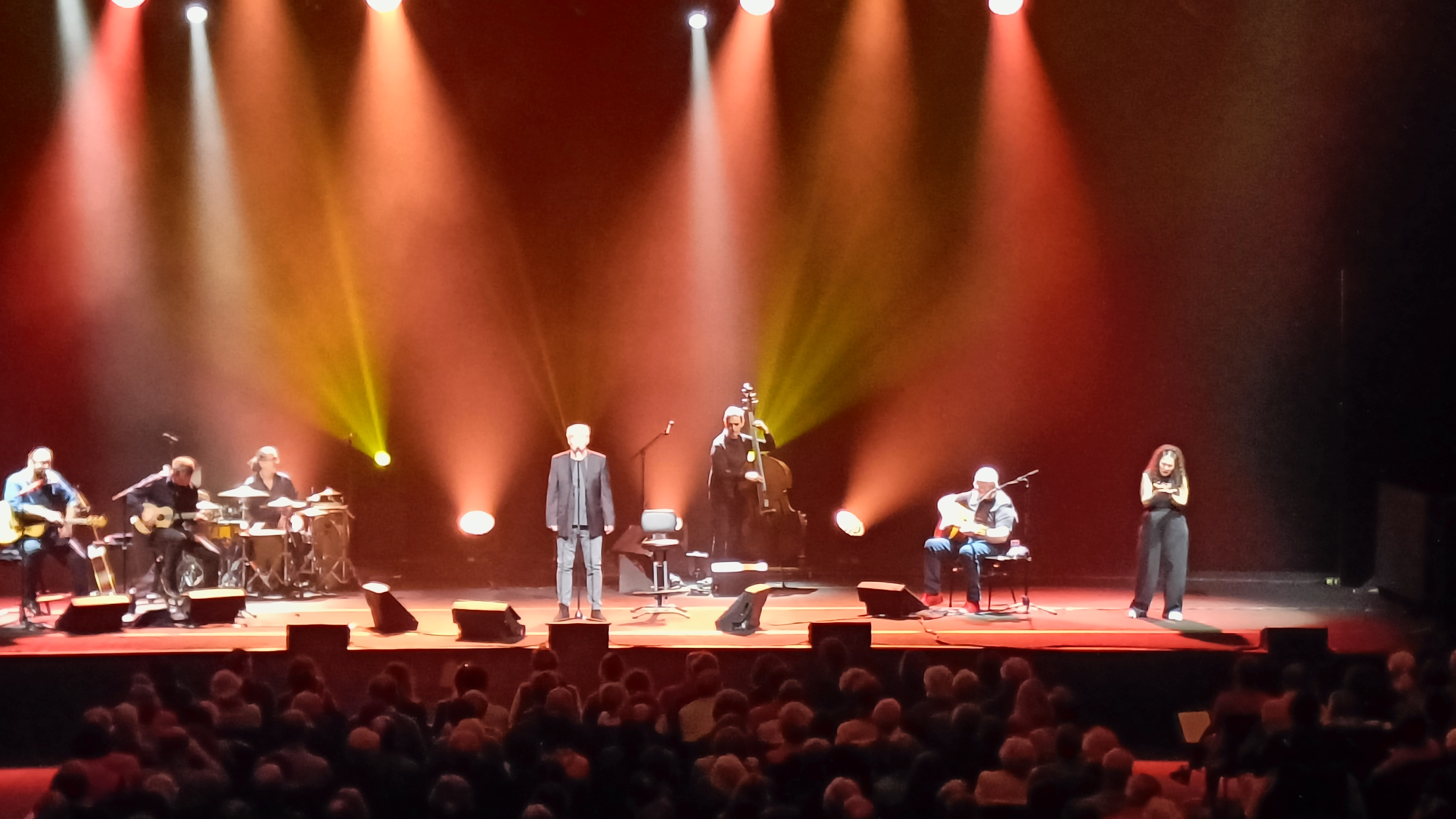
Maxime Le Forestier en concert à la Philharmonie de Paris (14 Mars 2025).

Le grand orgue symphonique de la Philharmonie, construit par Rieger Orgelbau, est inauguré le 6 février 2016. Comptant 6 055 tuyaux, il est fait de 25 tonnes de bois et de métal. Responsable de la conception du son, l'harmoniste Michel Garnier le décrit : « [L’orgue] de la Philharmonie possède 91 jeux, soit autant de sonorités possibles (flûte, violon, trompette...) Chaque jeu est composé de 61 notes, donc de 61 tuyaux. Le plus grand, qui correspond au fa grave de la contrebasse, mesure 7,23 mètres et pèse plus de 350 kg. Le plus petit, 7,5 millimètres et quelques dizaines de grammes, donne le fa aigu du piccolo. »

### Les autres salles
Deux grandes salles de répétition et six salles de répétition ou de formations complètent ce dispositif. Des petits studios de travail sont dédiés aux répétitions de solistes et de chambristes (deux à quatre musiciens) et à l’accueil d’interprètes ou de compositeurs en résidence. L'ensemble est mis à profit, notamment, pour le grand projet pédagogique de la Philharmonie de Paris.

## Les ensembles et orchestres
En plus de l’Orchestre de Paris, la Philharmonie de Paris accueille quatre formations résidentes : l’Ensemble intercontemporain, l’Orchestre de chambre de Paris, Les Arts Florissants et l’Orchestre national d'Île-de-France.

## Historique du nouveau projet (Philharmonie 1)
Son édification, différée depuis une vingtaine d'années, a débuté en septembre 2009, et s'achève en 2015 sur le parc de la Villette à Paris.
Le maître d’ouvrage, la « Philharmonie de Paris », a confié le projet du nouveau bâtiment aux Ateliers Jean Nouvel en avril 2007 à l’issue du concours de maîtrise d’œuvre. Ce nouvel édifice vient compléter l'actuelle Cité de la musique conçue par Christian de Portzamparc et inaugurée en 1995.

### L’annonce du projet
Le projet de construire une philharmonie à Paris figure dans les programmes de Jacques Chirac et de Lionel Jospin pour l'élection présidentielle de 2002.
Après que le Premier ministre Dominique de Villepin a, en octobre 2005, appelé les collectivités à s'associer pour construire une salle symphonique, le projet de lancement d'un auditorium sur le site Paris-La-Villette est officiellement annoncé le 6 mars 2006 par le ministre de la Culture et de la Communication, Renaud Donnedieu de Vabres, le maire de Paris Bertrand Delanoë et le directeur général de la Cité de la musique et de la Salle Pleyel Laurent Bayle, à l'occasion d'une conférence de presse sur la réouverture de la Salle Pleyel.

### Le concours
Le concours international de maîtrise d’œuvre a été lancé le 17 novembre 2006. Des 98 équipes ayant soumis leurs candidatures, six ont été sélectionnées : Zaha Hadid (Royaume-Uni) ; Coop Himmelb(l)au (Autriche) ; MVRDV (Pays-Bas) ; Christian de Portzamparc (France) ; Jean Nouvel (France) ; Francis Soler (France). À l’issue de la seconde phase et de la présentation des maquettes, le 6 avril 2007, le cabinet d'architecture des Ateliers Jean Nouvel a été choisi pour la réalisation du projet.

### Le chantier
La construction a débuté avec des études d’exécution puis par le terrassement en avril 2009. Les travaux liés au bâtiment ont démarré en septembre 2009. À la suite de divergences apparues au sein de l'administration sur le mode de financement de la part de l’État (160 millions d'euros) dans ce projet de quelque 350 millions, les travaux ont été arrêtés en février 2010 pour ne reprendre qu'en mars 2011,. En octobre 2012, la ministre de la Culture Aurélie Filipetti envisage de stopper le projet mais les travaux se poursuivent finalement.

### L’ouverture
L’ouverture au public de la salle et de ses équipements a lieu le 14 janvier 2015. Elle marque une étape dans l'histoire de l'institution musicale, un projet s'étant construit progressivement depuis trente-six ans.

#### Gala d'ouverture
Le 14 janvier a lieu le premier concert public de cette nouvelle salle. Le concert est assuré par l'Orchestre de Paris et le Chœur de l'Orchestre de Paris (préparé par Lionel Sow) dirigés par Paavo Järvi. Le programme est constitué exclusivement de musique française :
- Tuning Up d'Edgar Varèse. Cette pièce, qui n'était pas annoncée dans le programme officiel[23], a constitué une surprise ;
- Sur le même accord d'Henri Dutilleux (avec le violoniste Renaud Capuçon en soliste) ;
- des extraits du Requiem de Gabriel Fauré (avec la soprano Sabine Devieilhe et le baryton Matthias Goerne) ;
- le Concerto pour piano en sol majeur de Maurice Ravel (avec la pianiste Hélène Grimaud) ;
- la création mondiale du Concerto pour orchestre de Thierry Escaich. Il s'agit d'une commande conjointe de la Philharmonie de Paris et de l'Orchestre de Paris ;
- la Suite no 2 de Daphnis et Chloé de Maurice Ravel.

Le président de la République François Hollande est présent, ainsi que de nombreuses personnalités politiques et artistiques. En revanche, l'architecte de l'édifice, Jean Nouvel, boycotte la cérémonie, la jugeant « prématurée » et critiquant le « mépris » dont il aurait été la cible pendant les travaux.

## Public
Alors que la nouvelle localisation de la Philharmonie dans l'Est parisien, le taux de remplissage des concerts à la Philharmonie I et II atteint 92 %, avec des ressources propres passées de 40 % avant 2020 à 49 % en 2024, grâce à une hausse de recette de billetterie de 17 % et du mécénat.
Depuis 2010, la Philharmonie porte le projet Démos : Dispositif d’éducation musicale et orchestrale à vocation sociale. Parrainé par Lilian Thuram. le programme s'adresse à des jeunes de 7 à 12 ans qui n’ont jamais pu apprendre la musique. Pendant trois ans, les enfants sont rassemblés en orchestres symphoniques. Ils sont encadrés par des musiciens et des animateurs dans leur quartier. Un instrument est confié à chaque enfant.
Par ailleurs, Exister avec la Voix Ensemble (EVE) est un projet expérimental de chant choral destiné aux enfants d’écoles primaires dans le cadre du Réseau d’éducation prioritaire renforcé et initié par la Philharmonie de Paris en 2019 sur trois ans. Pour le président de la Philharmonie Olivier Mantei, « une génération Philharmonie est apparue, composée des premiers spectateurs de la Cité de la musique, des millions d'enfants qui ont fréquenté les ateliers éducatifs et que nous retrouvons dans nos concerts et nos expositions. On sent un baby-boom philharmonique, avec près de 10 % des spectateurs qui ont moins de 28 ans »